# 硬毛锥花
硬毛锥花（学名：Gomphostemma stellatohirsutum）为唇形科锥花属下的一个种。

## 扩展阅读
- 維基物種上的相關：硬毛锥花